# Mathieu Vibert
Pour les articles homonymes, voir Vibert.
Mathieu Vibert est un compositeur suisse né à Carouge le 15 décembre 1920 et décédé à Genève le 4 mai 1987.

## Biographie

### Enfance
Fils de Francisca et de François Vibert (avocat puis chef de la police genevoise), Mathieu Vibert naît à Carouge le 15 décembre 1920. Il aura une sœur cadette, Claudine.
Il reçoit son premier violon à l'âge de 5 ans et en jouera jusqu'à 26 ans, date de la création de son Concerto pour violon. C'est dans l'atelier de sculpteur de son oncle James Vibert que Mathieu, enfant puis adolescent, est conforté dans son désir de devenir artiste. Après quelques années à l'école Jacques-Dalphin de Carouge, il entre au Collège de Genève. Ses études lui donneront le goût de la littérature. Il écrit des poèmes, des romans et hésite à devenir écrivain. Mais Mathieu Vibert veut dire l'indicible, décide de se diriger vers la musique et brûle tout ce qu'il a écrit.

### Conservatoire
C'est un ancien professeur de Mathieu Vibert, Charles Matthey-de-l'Étang, qui parviendra à faire accepter à François Vibert que son fils a un talent pour la musique. En effet, une fois à la retraite, il dit se souvenir surtout de deux élèves marquants. L'un d'eux est Mathieu Vibert qui, au fond de la classe, écrivait de la musique. En questionnant Mathieu, il apprend son désir de se consacrer à la musique, ce que son père ne peut accepter. Il décide de rencontrer François Vibert et le convainc de soutenir son fils dans ses projets.
Mathieu Vibert entre alors au Conservatoire de musique de Genève. Son père lui fait non seulement suivre tous les cours ayant trait à la composition, mais également son diplôme de violon. En parallèle, grâce à la notoriété de son père, il continue à suivre les cours qui lui plaisent au collège Calvin, c'est-à-dire la littérature française, l'histoire et la géographie.
Au Conservatoire, il obtient les diplômes de composition, de direction, de violon et en outre un certificat de haute discrimination auditive. Il joue dans l'orchestre du Conservatoire et le dirige souvent. Durant cette même période, il écrit des chroniques et critiques musicales et compose une sonate pour violon et piano pour un ami violoniste, René Tièche. Ce dernier épousera d'ailleurs sa sœur Claudine.
En 1940, il entre à Radio Genève comme premier et unique régisseur musical. Il ne quittera ce poste qu'en 1979.

### Premier mariage
La Seconde Guerre mondiale amène à Genève de grandes figures musicales qui fuient le nazisme, et que Mathieu Vibert aura ainsi l'occasion de connaître. Parmi elles, Magda Fonay, coloratura et violoniste juive hongroise, qu'il épousera en premières noces. Elle jouera un rôle déterminant dans sa vie pendant dix ans. Elle l'ouvre à la musique de l'est de l'Europe, à la musique tzigane, aux chants juifs. C'est dans ce climat, après avoir composé L'Ange blanc pour l'anniversaire de la Croix-Rouge, qu'il compose son Concerto pour violon.

### Après-guerre
Après la guerre, les pays de l'Est européen appréciant et jouant sa musique, il se rend en Hongrie, puis en Tchécoslovaquie. Il visite le camp de concentration de Theresienstadt. Ce spectacle, comme celui de l'Europe en ruine, le marque profondément et le motive à écrire sa première symphonie. Durant ce voyage, il rencontre Jan Masaryk, ministre des affaires étrangères tchécoslovaque et fils de Tomáš Masaryk, premier président de la Tchécoslovaquie. Il le reverra à Genève. Jan Masaryk sera assassiné. Bouleversé par sa mort violente, il lui dédie sa symphonie et fait du deuxième mouvement une marche funèbre en son honneur. Le sujet est sensible et les pays sous tutelle soviétique lui demandent d'ôter cette dédicace, ce qu'il refuse. Il va même jusqu'à interdire que sa musique soit jouée dans les pays ayant demandé cette censure.
À la même époque, il s'attelle à son opéra, Martial, dont il scénarise le livret, en le faisant rédiger par le poète Daniel Anet. Il ne le terminera jamais.

### Deuxième mariage et enfants
Quelques années plus tard, alors séparé de Magda, Mathieu Vibert revoit Hannah Harmat, juive polonaise de 29 ans dont il avait fait la connaissance dix ans plus tôt, leurs sœurs respectives étudiant les beaux-arts ensemble. Hannah tombe rapidement enceinte et leur fils, Martial, du nom de l'opéra inachevé, naîtra sept mois plus tard. Mathieu Vibert divorce ensuite de Magda Fonay pour se remarier avec Hannah alors que Martial a neuf mois. Un an plus tard naît leur deuxième enfant, Judith.

### Accident de voiture
En 1958, Mathieu Vibert a un accident de voiture qui lui provoque une déchirure du diaphragme. Une intervention chirurgicale s'impose. Les jours qui suivent l'intervention sont critiques, et Mathieu Vibert met plusieurs jours à se remettre d'aplomb. Son état s'améliore subitement une nuit et il demande avec insistance qu'on allume la radio. On y annonce la mort de Pie XII. Quelque temps plus tard, un religieux lui dira avoir assisté à la mort du pape. Il lui apprend que Pie XII est mort d'un problème diaphragmatique et que ses dernières paroles auraient été je donne ma vie à la personne qui souffre autant que moi en ce moment. Mathieu Vibert voit dans ces coïncidences un signe du destin. En raison notamment de cet accident, il ne composera plus pendant 14 ans. Il dédiera finalement à Pie XII son Humana Missa, en 1971.
Mathieu Vibert et Hannah se séparent en 1964.

### Troisième mariage
En 1967, Mathieu Vibert rencontre Antoinette Matthey de l'Étang, soprano et fille de Charles Matthey de l'Étang, son ancien professeur de littérature. Il recommence à composer. En 1968, il crée Du plus loin, ses trois mélodies cycliques.
Il s'attelle également à la création de son Humana Missa, œuvre réunissant un grand orchestre, 200 choristes, un chœur de 40 enfants et quatre solistes. Sa réalisation est financée par un cousin fortuné. Le chef d'orchestre sera, selon une vieille promesse, Jean Meylan. Elle est jouée une seule fois, à Genève. La Messe n'a pas le retentissement qu'il espère.

### Années 1970
Il se sépare d'Antoinette durant cette période. S'ensuit une période difficile, dont il se sort grâce à deux rencontres : celle d'Edith Lanfranchi (secrétaire du directeur de la musique de la Radio suisse romande), dont il va partager la vie, et celle d'Edgar Shann, hautboïste de l'Orchestre de la Suisse romande et coorganisateur des Rencontres musicales de Lucerne. Ce dernier va lui redonner l'envie d'écrire. Il compose Nocturne, rhapsodie pour hautbois et cor anglais. Shann en devient l'interprète en 1973.
En 1974, il compose Épitaphe, poème symphonique poème symphonique à la mémoire de son ami le journaliste Claude Naef dont il imagine les derniers instants avant qu'il ne se donne la mort, œuvre dont il avait promis la composition à la mère du journaliste, la claveciniste Isabelle Naef. En 1975, on lui propose d'écrire la musique de la Fête des vignerons de 1977, dont la perspective l'honore. Il attend longtemps la confirmation officielle, qui tombera l'année suivante, c'est-à-dire trop tard pour lui, le temps restant à sa disposition lui paraissant insuffisant. Il se voit obligé de refuser, la mort dans l'âme et sera remplacé par Jean Balissat. En 1978, le CERN lui commande Lux et pax pour son 25e anniversaire. Il s'agit d'une pièce brève que Horst Stein dirigera, tout comme la Symphonie funèbre un peu plus tard. En 1979, il écrit également Intrada pour Robert Dunand.

### Maladie
En 1985, Mathieu Vibert développe un cancer de la vessie. Il en meurt le 4 mai 1987.

## Œuvres (par ordre chronologique)
- Soir, quatuor d'orchestre et flûte (1939)
- Brevissima, pour quatuor d'orchestre et flûte (1939)
- Lento, pièce pour violon et piano (1940)
- Quatre pièces brèves, pour guitare (transcription de J. Azpiazu) (1941)
- Adagio, pour orchestre (1942)
- Chant du jour (1942)
- Choral, pour orchestre (1942)
- Clair de lune, mélodie pour soprano léger et piano (1942)
- Prélude, pour piano (1942)
- Chant de la nuit, pièce pour soprano léger, orchestre et basson (1943)
- Praeludium, pour hautbois et orchestre à cordes
- Prière, pour soprano et orchestre (1945)
- Ange blanc, poème symphonique pour grand orchestre et chœur mixte, composé pour l'anniversaire de la Croix-Rouge (1946)
- Scherzo, pour flûte et piano (1947)
- Concerto pour violon, concerto pour violon et orchestre (1948)
- À une amie, sonate pour alto et piano (1949)
- Pour un temps d'amour, sonate pour alto et piano (1949)
- Symphonie funèbre, orchestre symphonique (1949)
- Mélopée triste, sans texte, pour voix de femmes à l'unisson (1951)
- Deux mélodies, deux mélodies pour contralto et piano (1952)
- Du plus loin, trois mélodies cycliques pour soprano et grand orchestre (1968)
- Humana missa, messe pour grand orchestre, quatre solistes, chœur mixte et chœur d'enfants. Liturgie canonique (1971)
- Nocturne, rhapsodie pour hautbois et cor anglais (1973)
- Épitaphe, poème symphonique (1974)
- Lux et pax, prologue pour orchestre pour le 25e anniversaire du CERN (1978)
- Intrada, pour orchestre de chambre (1979)

### Œuvres inachevées
- Cantus terrae, pour orchestre (1942)
- Danse symphonique (1943)
- Martial, esquisse d'opéra (1943)
- Shangrila, rhapsodie pour violoncelle (1943)

## Source
- Martial Vibert, Mathieu Vibert - L'homme et le compositeur, 2008